# Уланов, Алексей Николаевич
Алексе́й Никола́евич Ула́нов (4 ноября 1947, Москва) — советский фигурист, выступавший в парном катании. С Ириной Родниной — олимпийский чемпион 1972 года, четырёхкратный чемпион мира и Европы (1969—1972) и двукратный чемпион СССР (1970, 1971). Позже, выступая в паре с Людмилой Смирновой, — неоднократный призёр чемпионатов мира и Европы. Заслуженный мастер спорта СССР (1969).

## Карьера
Алексей Уланов родился 4 ноября 1947 года в Москве. Фигурным катанием на коньках начал заниматься в 7 лет на Стадионе Юных Пионеров в Москве. В мае 1966 года перешёл в ЦСКА, где тренер Станислав Жук поставил его в пару с Ириной Родниной. Декабрь 1966 года — дебют Уланова и Родниной на первом международном турнире — «Московские коньки», и уже в следующем сезоне 1967/1968 пара выходит в число лидеров фигурного катания в СССР, в декабре они выиграли турнир «Московские коньки», в январе 1968 года заняли третье место на чемпионате СССР (первая короткая программа — на молдавскую мелодию «Жаворонок»), после этого пара попадает в сборную страны. На первом чемпионате Европы после короткой программы — третьи, однако произвольная исполнена неудачно (5-е место). С. А. Жук все более усложняет программу, включив в неё впервые в истории парного катания параллельный прыжок двойной аксель и комбинацию прыжков.
На турнире «Московские коньки» в ноябре 1968 года пара — вторая, а на чемпионате СССР в январе 1969 года в острейшей борьбе занимает 3 место. На чемпионат Европы 1969 года пара приезжает без тренера (выезд С. А. Жуку запретили), но производит сенсацию и, несмотря на 2 место в обязательной программе, где пара уступила Л. Белоусовой — О. Протопопову, в итоге занимает первое место благодаря более сложным элементам и высокому темпу исполнения произвольной программы, причем, первое место отдали 8 судей из 9.
На чемпионате мира 1969 года Роднина — Уланов побеждают уже за явным преимуществом, выиграв оба вида соревнований, получив все первые места у судей. Однако в следующем, 1970 году на чемпионате СССР в Киеве Роднина — Уланов крайне неудачно катают обязательную программу, с двумя грубыми ошибками, заняв в этом виде лишь 8-е место. Тем не менее после чистой произвольной программы они выиграли (Белоусова — Протопопов, шедшие первыми, но оказавшиеся в итоге лишь 4-ми, впоследствии заявили о судейском сговоре). Роднина — Уланов продолжили выигрывать все соревнования, в которых участвовали, однако к 1972 году все более острым становится соперничество со второй советской парой Л. Смирнова — А. Сурайкин. На Олимпиаде-72 в короткой программе Уланов вместо обязательного двойного сальхова сделал одинарный, в произвольной Роднина ошиблась на каскаде прыжков, в итоге Смирнову — Сурайкина они опередили лишь двумя голосами судей. За победу на Олимпиаде-72 Указом Президиума Верховного Совета СССР был награждён Орденом Трудового Красного знамени. За день до чемпионата мира 1972 года на тренировке Ирина упала с поддержки, попала в госпиталь с сотрясением мозга и внутричерепной гематомой. Короткую программу пара откатала чисто, получив оценки вплоть до 6,0, в произвольной Ирина почувствовала себя плохо, завершала программу в полуобморочном состоянии. После чемпионата мира пара распалась. Алексей Уланов женился на Людмиле Смирновой и образовал пару с ней (первое предложение встать в пару он сделал Людмиле в 1970 году).
Новая пара просуществовала два сезона, проигрывая на соревнованиях Родниной с новым партнёром Александром Зайцевым, и завершила карьеру.

## После спорта
После окончания спортивных выступлений Алексей Уланов был солистом ленинградского ансамбля «Балет на льду». Затем работал тренером. В 1990-х годах уехал в США, где тренировал детей. В 2010 году вернулся в Россию.

## Семья
Долгое время был женат на своей партнёрше Людмиле Смирновой (развелись в 1997 году). Сын Николай — мастер спорта по фигурному катанию. На протяжении десяти лет был солистом ледовых шоу «Holiday on Ice» и «Disney on ice». Затем основал в Санкт-Петербурге школу фигурного катания «Династия». Дочь Ирина также мастер спорта по фигурному катанию, которая пробовала свои силы в парном катании с Александром Смирновым и Максимом Траньковым. Не достигнув больших успехов в спорте, Ирина завершила карьеру и на протяжении шести лет выступала в шоу «Disney on ice».
В десятые годы XXI века женился ещё раз, во втором браке родился сын Евгений.
В период спортивной карьеры имел роман с восточногерманской фигуристкой Габи Зейферт.

## Образование
Окончил училище имени Гнесиных по классу баяна, а также Ленинградскую консерваторию по балетмейстерскому отделению.

## Звания и награды
- Заслуженный мастер спорта СССР (1969)
- Орден Трудового Красного Знамени (03.03.1972)
- Медаль «За трудовую доблесть» (30.05.1969)

## Спортивные достижения
(с Л.Смирновой)
| Соревнования                | 1972—1973 | 1973—1974 |
| --------------------------- | --------- | --------- |
| Чемпионаты мира             | 2         | 2         |
| Чемпионаты Европы           | 2         | 3         |
| Чемпионаты СССР             | 3         |           |
| Турнир «Московские Новости» |           | 1         |

(с И.Родниной)
| Соревнования                | 1967—1968 | 1968—1969 | 1969—1970 | 1970—1971 | 1971—1972 |
| --------------------------- | --------- | --------- | --------- | --------- | --------- |
| Зимние Олимпийские игры     |           |           |           |           | 1         |
| Чемпионаты мира             |           | 1         | 1         | 1         | 1         |
| Чемпионаты Европы           | 5         | 1         | 1         | 1         | 1         |
| Чемпионаты СССР             | 3         | 3         | 1         | 1         |           |
| Турнир «Московские Новости» | 1         | 2         | 1         |           |           |